# Acmaeodera louwi
Acmaeodera louwi es una especie de escarabajo del género Acmaeodera, familia Buprestidae. Fue descrita científicamente por Holm en 1985.
Esta especie se encuentra en el continente africano.